# Мушкиев, Ильгар Герай оглы
Ильгар Герай оглы Мушкиев (азерб. İlqar Gəray oğlu Müşkiyev) (род. 5 октября 1990 года) — азербайджанский дзюдоист, член национальной сборной Азербайджана. Серебряный призёр чемпионата Европы среди юниоров в Ереване (Армения), чемпионата мира в Париже в 2009 году и чемпионата Европы в Монпелье в 2014 году.
В 2011 году на чемпионате мира в Париже в весовой категории до 60 кг завоевал бронзовую медаль.

## Карьера
В мае 2009 года турнире «Тайфун на татами» в Киеве  Ильгар победил в финале украинского дзюдоиста Валентина Копылова.
В проходившем с 25 по 26 июля 2009 года в польском Цетнево турнире Ильгар победил в финале своего земляка, дзюдоиста из Азербайджана Вугара Ширинли.

### Чемпионат Европы среди юниоров.Ереван2009
В первый день чемпионата, 11 сентября Мушкиев в 1/8 финала вышел на татами против Виктора Гарсия из Испании. Выиграв Гарсию чистым броском, Ильгар вышел в четвертьфинал, где справился с французом Максимом Дюфо, кинув его чистым броском. В полуфинале он победил румына Космина Лазареана иппоном. В финале азербайджанский дзюдоист противостоял россиянину Виктору Ачкинадзе. Пропустив от соперника два броска, Ильгар занял второе место.

## Результаты соревнований
| Соревнование        | Место и время проведения | 1/32                | 1/16               | 1/8                | Четвертьфиналы     | Полуфиналы         | Финал              | Утешительный раунд       | За 3 место                 |
| Соревнование        | Место и время проведения | Соперник Результат  | Соперник Результат | Соперник Результат | Соперник Результат | Соперник Результат | Соперник Результат | Соперник Результат       | Соперник Результат         |
| ------------------- | ------------------------ | ------------------- | ------------------ | ------------------ | ------------------ | ------------------ | ------------------ | ------------------------ | -------------------------- |
| Чемпионат мира 2011 | Париж 23 августа         | Янислав Герчев поб. | Ероен Мурен поб.   | Софиан Милу поб.   | Ришод Собиров пор. | не участвовал      | не участвовал      | Арсен Галстян поб. видео | Чои Гванг-Хйеон поб. видео |